# Кайтановка (Житомирская область)
Кайтановка (укр. Кайтанівка) — село на Украине, находится в Радомышльском районе Житомирской области.
Код КОАТУУ — 1825087603. Население по переписи 2001 года составляет 82 человека. Почтовый индекс — 12253. Телефонный код — 4132. Занимает площадь 0,405 км².

## Адрес местного совета
12253, Житомирская область, Радомышльский р-н, с. Пилиповичи, ул. Чайковская, 3